# Agorophius
Agorophius pygmaeus
Genre
Espèce
Synonymes
- † Zeuglodon pygmaeus Muller, 1849

Agorophius est un genre éteint de cétacés à dents qui a vécu lors de l’Oligocène. Ses restes fossiles ont été mis au jour au large de l’actuelle Caroline du Sud. Une seule espèce est connue, Agorophius pygmaeus.

## Systématique
L'espèce Agorophius pygmaeus a été mentionnée pour la première fois en 1849 par le médecin et naturaliste allemand Johannes Peter Müller (1801-1858) sous le protonyme de Zeuglodon pygmaeus.
En 1895, le paléontologue américain Edward Drinker Cope (1840-1897) crée le genre Agorophius pour y reclasser cette espèce sous son taxon actuel,.

## Publication originale
- Genre Agorophius :
  - (en) E. D. Cope, « Fourth Contribution to the Marine Fauna of the Miocene Period of the United States », Proceedings of the American Philosophical Society, Philadelphie, APS, vol. 34, no 147,‎ 1895, p. 135-155 (ISSN 0003-049X et 2326-9243, OCLC 1480557, JSTOR 983163, lire en ligne).
- Espèce Agorophius pygmaeus sous le taxon Zeuglodon pygmaeus :
  - Joh. Müller, Über die fossilen Reste der Zeuglodonten von Nordamerica mit Rücksicht auf die europäischen Reste aus dieser Familie (publication), Georg Ernst Reimer, 1849, [lire en ligne].